# 硬體安全錯誤
電腦裡的硬體安全錯誤是指會產生漏洞的硬體錯誤或是缺陷，這類漏洞會影響中央处理器（CPU）或是其他可以進行直接記憶體存取的裝置，因此可以在未經授權的情形下讀寫資料。安全分析師一般會將這類漏洞視為災難級的漏洞。

## 推測性執行弱點
從2017年開始，出現了一系列利用常見處理器架構中，推測性執行實現方式而有的安全弱點，這些弱點可以讓其他軟體有特權提昇的效果。
這類弱點包括
- Foreshadow（英语：Foreshadow (security vulnerability)）
- 熔毁（Meltdown）
- 微架構資料取樣（英语：Microarchitectural Data Sampling）
- 幽灵漏洞（Spectre）
- SPOILER（英语：SPOILER (security vulnerability)）
- Pacman (安全漏洞)（英语：Pacman (security vulnerability)）

## Intel VISA
研究者在2019年發現有一種稱為VISA的製造商除錯模式，在英特尔平台的Controller Hub上（大部份英特爾主機板會有的晶片組，其中有直接記憶體存取功能），可能會讓該主機板出現安全弱點。